# Mentalreservation
Mentalreservation (nylatin: reservatio mentalis eller mentalrestriktion, (juridik)) avser ett hemligt förbehåll vid en viljeförklaring eller edgång, att man menar något annat, än ens ord anger. Inom avtalsläran har begreppet måst upptagas som ett nödvändigt tillägg till den så kallade viljeteorins regel, att för en viljeförklarings bindande kraft fordras överensstämmelse med den verkliga viljan. Ty uppenbarligen måste även den viljeförklaring gälla, som till följd av ett hemligt förbehåll hos sin upphovsman inte återger, vad denne i verkligheten vill. Mentalreservationen får sålunda inte hjälpa honom. Han bör inte kunna till sin egen fördel åberopa, att han ljugit. Till samma resultat kommer de teorier, som i motsättning till viljeteorin låter själva viljeförklaringen gälla så, som den uppfattas av den person, till vilken den är riktad. Alla moderna rättssystem är också eniga i att frånkänna mentalreservationen rättslig verkan.
I jesuiternas lära har mentalreservationen fått en viss betydelse.